# 吉弥結び
吉弥結び（きちやむすび）とは江戸時代元禄のころ流行した女帯の結び方。延宝年間に舞台で大人気を博した女形の初代上村吉弥の考案によるもの。
一丈二尺の帯を後ろで片わな（片結び）に結ぶもので、この結び方のまま帯をより長く垂らしたものは元禄時代の女形水木辰之介にちなんで別に「水木結び」と呼ぶこともある。

## 元禄の帯
吉弥結びが登場するまで、女帯は六尺五寸の規格品であり結び方も一種類しかなかった。
上村吉弥は一丈二尺という大幅の帯に重りを縫い付け、結び目の両端を唐犬（ヨーロッパ産の大型狩猟犬のこと）の耳のようにだらりと垂らした新型の帯結びを考案し後の広幅帯の流行の端緒を開いた。この結び方は天明ごろまで続き当時非常に好まれたことがわかる。
吉弥の帯結びを真似したがった女性たちは当時流通していなかった広幅の帯を求め、いち早くそのニーズに応えた京都の帯屋は多大な利益を得たという。
これより帯の巨大化に伴って帯を後ろ結びにする風習が若い娘から堅気の女性一般に広まり、より帯結びが複雑化し豪奢な帯が求められるなど、日本の服飾史にとっては大きな転回点となった。